# Culver Model V
Le Culver Model V est un avion léger monoplan biplace américain, conçu pendant les années 1940 par la Culver Aircraft Company (en).

## Conception et développement
Basé sur le Cadet d'avant la Seconde Guerre mondiale et utilisant son expérience avec les avions radiocommandés de la période de la guerre, la compagnie Culver conçut un monoplan biplace à cabine fermée. Le Model V recevait une aile basse cantilever dotée de sections extérieures possédant un dièdre positif important. Il était doté d'un train d'atterrissage tricycle rétractable et d'une cabine fermée disposant de sièges côte-à-côte pour deux personnes. Il était unique par le fait qu'il disposait d'un système désigné « Simply-Fly Control », qui réglait automatiquement les compensateurs pour le décollage, le vol de croisière et l'atterrissage, en tournant une petite roulette métallique installée entre les deux sièges et en alignant deux flèches avec le mode de vol souhaité pour l'avion. Des commandes interconnectées ajustaient ensuite les compensateurs (trim) d'après les réglages indiqués par les flèches. Le Simply-Fly ne fut toutefois pas particulièrement apprécié par les pilotes. Seule une production limitée de 350 Model V eut lieu avant que la compagnie ne fasse faillite.
En 1956, la Superior Aircraft Company acheta les actifs de Culver et relança la production du Model V sous le nom de « Superior Satellite ». La principale différence fut l'emploi d'un moteur Continental de 95 ch, qui portait la vitesse de croisière à une valeur de 209 km/h. Seuls un prototype et cinq avions de série furent produits.

## Versions
- V-1 : Version de production initiale, produite à 378 exemplaires ;
- V-2 : Version améliorée, produite à 15 exemplaires ;
- Superior Satellite : Version de 1956 dotée d'un moteur continental de 95 ch (69,8 kW), produite à six exemplaires (un prototype + cinq avions de série) ;
- TD4C : Version cible télécommandée du V-2 pour la United States Navy ;
- UC : Version utilitaire du TD4C, également convertie en drone-cible, sous la désignation UC-1K.

## Spécifications techniques (V-1)
Données de The Illustrated Encyclopedia of Aircraft (Part Work 1982–1985), p. 1215
Caractéristiques générales
- Équipage : 1 pilote
- Capacité : 1 passager
- Longueur : 6,31 m
- Envergure : 8,84 m
- Hauteur : 2,07 m
- Surface alaire : 11,70 m2
- Masse à vide : 485 kg
- Masse typique : 726 kg
- Moteur : 1   moteur quatre temps à 4 cylindres à plat refroidis par air Continental C85 (en) de 85 ch (63 kW)
- Hélices : bipale

 Performances 
- Vitesse maximale : 201 km/h
- Distance franchissable : 544 km
- Plafond : 4 025 m
- Charge alaire : 41,45 kg/m2
- Rapport poids-puissance : 5,7 kg/ch